# Godavaria robinsoni
Godavaria robinsoni är en tvåvingeart som beskrevs av Liu 2001. Godavaria robinsoni ingår i släktet Godavaria och familjen puckelflugor. Inga underarter finns listade i Catalogue of Life.